# Appeville-Annebault
Appeville-Annebault là một xã thuộc tỉnh Eure trong vùng Normandie miền bắc nước Pháp.